# Johannes Antonius Kuhn
Johannes Antonius Kuhn (ur. 15 listopada 1908 w Amsterdamie, zm. ?) – holenderski pilot wojskowy, ochotnik Luftwaffe podczas II wojny światowej.
W 1932 r. przeszedł przeszkolenie lotnicze. Od 1937 r. latał na bombowcach Martin 139 w składzie sił lotniczych Królewskiej Holenderskiej Armii Indii Wschodnich (KNIL). W 1938 r. poważnie rozchorował się na chorobę tropikalną. W 1939 r. powrócił do służby wojskowej. Został przydzielony do jednostki lotniczej I-2 LvR, latającej na samolotach bombowych Fokker C.V i szkolnych Koolhoven F.K.51. Następnie przeszedł do jednostki V-2 LvR. Na pocz. 1940 r. powrócił do Holandii, gdzie latał na bombowcach Douglas DB-8A, które były wykorzystywane jako myśliwce. Brał udział w wojnie obronnej w maju 1940 r. Podczas jednego z lotów bojowych jego samolot został trafiony przez niemiecki myśliwiec w rejonie Pijnacker. Awaryjnie lądując, J. A. Kuhn został poważnie ranny w kolano. Pod koniec 1942 r. wstąpił ochotniczo do Luftwaffe. Do kwietnia 1943 r. przechodził przeszkolenie lotnicze w Flieger-Ausbildung-Regiment 63 w Toul, a następnie w Flugzeugführerüberprüfungschule w Prenzlau. W styczniu 1944 r. przydzielono go do jednostki lotniczej Schlachtgeschwader 101 w Orly, latającej na samolotach Fw 190 i Hs 129. Następnie przeniesiono go do jednostki transportowej Überführungsgruppe West, której lotnicy przewozili uszkodzone samoloty z frontu do fabryk, a naprawione z fabryk z powrotem na front. Z powodu bardzo wysokich strat wśród pilotów J. A. Kuhn postanowił zdezerterować. 30 sierpnia 1944 r., dostarczając Fw 190 do JG 26 na lotnisko Melbroek pod Brukselą, zawrócił nad Morze Północne i poleciał w stronę Anglii, gdzie zdołał wylądować. Do 1949 r. przebywał w obozie jenieckim. Po uwolnieniu powrócił do Holandii. W latach 80. został członkiem organizacji weteranów wojennych, pomimo służby w Luftwaffe.